# Euxoa knoxvillea
Euxoa knoxvillea är en fjärilsart som beskrevs av Mcdunnough 1937. Euxoa knoxvillea ingår i släktet Euxoa och familjen nattflyn. Inga underarter finns listade i Catalogue of Life.